# Мирошниченко, Николай Андреевич
Никола́й Андре́евич Мирошниче́нко (1871 — после 1917) — член IV Государственной думы от Ставропольской губернии, крестьянин.

## Биография
Православный, крестьянин села Предтечи Предтеченской волости Благодарненского уезда.
Окончил одноклассное министерское училище. Воинскую повинность отбывал в 13-м лейб-гренадерском Эриванском полку, вышел в запас фельдфебелем.
Занимался земледелием (15 десятин надельной земли). Один год служил урядником. Затем три года состоял волостным старшиной, а до избрания в Думу два года был счетоводом сельской ссудо-сберегательной кассы.
В 1912 году был избран в члены Государственной думы от Ставропольской губернии съездом уполномоченных от волостей. Был беспартийным. Состоял членом комиссий: по рабочему вопросу, по делам православной церкви, по исполнению государственной росписи доходов и расходов, по переселенческому делу.
В марте—апреле 1917 года был в Петрограде и регулярно посещал Думу. Затем подвергался преследованиям со стороны Предтеченского и Ставропольского губернского комитетов общественной безопасности, был лишён доверия «за реакционные проделки».
Судьба после 1917 года неизвестна. Был женат, имел пятерых детей.